# Marta (Itália)
Marta é uma bela comuna italiana da região do Lácio, província de Viterbo, com cerca de 3.436 (Cens. 2001) habitantes. Estende-se por uma área de 33,34 km², tendo uma densidade populacional de 103,06 hab/km². Faz fronteira com Capodimonte, Montefiascone, Tuscania, Viterbo.

## Demografia
| Variação demográfica do município entre 1861 e 2011                               |
|                                                                                   |
| Fonte: Istituto Nazionale di Statistica (ISTAT) - Elaboração gráfica da Wikipedia |